# Actinernoidea
Actinernoidea (Stephenson, 1922) è una superfamiglia di esacoralli dell'ordine
Actiniaria.

## Descrizione
Prendono dalle Anenthemonae un disco pedale ben sviluppato, anche se privo di muscoli basilari. Il corpo cilindrico delle Actinernoidea ha un'apparenza variabile, ma spesso è liscia, anche se in certe specie presenta batterie di nematocisti e quasi sempre con spirocisti.
Lo sfintere è generalmente assente o lievemente sulla mesoglea, come nel caso del genere Halcurias. Il muscolo marginale dello sfintere sembra essersi evoluto indipendentemente due volte nelle Actinaria: una prima volta nella Actinernoidea (Halcurias) e nelle Enthemonae. In entrambi i casi lo sfintere marginale sembra essersi evoluto come muscolo della mesoglea. Hanno una leggera tendenza ad essere mesogleici i muscoli longitudinali dei tentacoli ed i muscoli radiali del disco orale, sebbene siano esctodermici. Il disco orale è a volte lobato, con uno o due sifonoglifi – aperture laterali che generano una corrente d'acqua con il celenteron anche se la bocca rimane chiusa. 
I tentacoli sono in numero variabile e sovente inspessiti nella parte arborale. I tentacoli sono arrangiati in due circoli alternati oppure secondo la disposizione dei mesenteri. Questi sono disposti in modo peculiare, con ulteriori paia di mesenteri secondari che appaiono nello spazio fra le prime 6 coppie di mesenteri, lungo i muscoli longitudinali.

## Ecologia
Gli adulti sono bentonici, fissati al substrato. L'individuo si sviluppa da una larva ed una planula che sono soggetti alle correnti marine, così come tutto lo zooplancton.

## Tassonomia
Descritta da Stephenson per la prima volta nel 1922 come il sottordine Endocoelantheae, è stata poi rinominata Anenthemonae nel 2014. La superfamiglia è suddivisa in due famiglie:
- famiglia Actinernidae Stephenson, 1922
- famiglia Halcuriidae Carlgren, 1918